# Música clásica canadiense
En Canadá, la música clásica incluye una gama de estilos musicales arraigados en las tradiciones de Western o de la música clásica europea que los colonos europeos trajeron al país a partir del siglo XVII y en adelante. Además, incluye estilos musicales traídos por otras comunidades étnicas a partir del siglo XIX y en adelante, tales como la música clásica india (música Hindustani y Carnatic) y música clásica china. Desde el surgimiento de Canadá como nación en 1867, el país ha producido sus propios compositores, músicos y conjuntos. Además, ha desarrollado una infraestructura musical que incluye instituciones de formación, conservatorios, salas de espectáculos y una emisora de radio pública, CBC, que programa una cantidad moderada de música clásica. Existe un alto nivel de interés público en la música clásica y la educación.

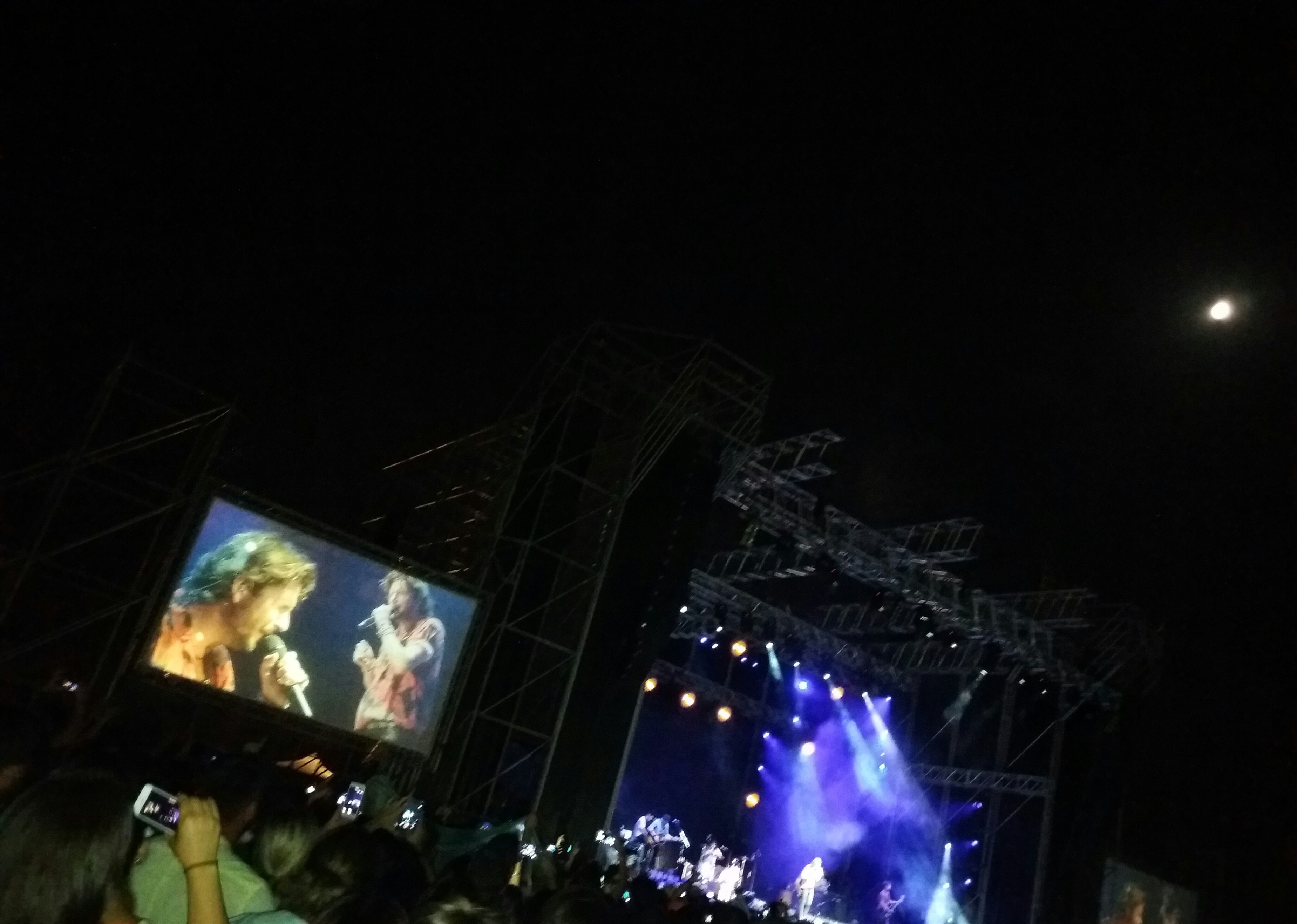
Imagen del concierto en Burgos llamado "Fusión de estilos musicales"

Canadá ha producido una serie de conjuntos respetados, incluyendo la Orquesta Sinfónica de Montreal y la Orquesta Sinfónica de Toronto, así como varias orquestas barrocas conocidas y conjuntos de la cámara.

## Ópera y vocal

### Cantantes de ópera
Una serie de cantantes canadienses que aprendieron su oficio en las compañías de ópera canadienses continuó a cantar en las principales casas de ópera internacionales.
La Compañía de Ópera de Holman, que viajó por todo Canadá en las décadas de 1860-1880, estuvo en períodos separados, arrendatarios de la Ópera de Londres, el Royal Lyceum, Toronto, el Gran Teatro de la Ópera de Ottawa y el Teatro Real de Montreal. La compañía consistió en el Sr. George Holman, su esposa, su hija Sallie Holman (soprano / cantante principal) otra hija, y dos hijos, con algunos otros, incluyendo Guillermo H. Crane y el marido de Sallie Sr. JT Dalton. Tipos de mujeres canadienses y de mujeres que están o han estado conectadas con Canadá: una soprano de coloratura de Toronto, era probablemente la única cantante canadiense de su era para lograr el éxito significativo que se realizaba en los principales teatros de ópera en Rusia y Polonia durante la Primera Guerra Mundial y durante los años 20.
A principios del siglo XX, la cantante contralto Portia White (1911-1968) alcanzó fama internacional debido a su voz y presencia escénica. Como canadiense canadiense, su popularidad ayudó a abrir puertas previamente cerradas a los negros talentosos que los seguían. Ha sido declarada "una persona de importancia histórica nacional" por el Gobierno de Canadá. George London (1920-1985) fue un concierto nacido en Montreal y bajo-barítono operístico. Desde 1975 hasta 1980 fue director general de la Ópera de Washington. Pierrette Alarie 1921, es una soprano canadiense-canadiense de coloratura. Lois Marshall (1924-1997) fue una soprano canadiense que se hizo un compañero de la Orden de Canadá en 1967. Ella era tanto un concierto y recital cantante, primero como soprano y más tarde como mezzo-soprano.
Louis Quilico (1925-2000) era un barítono canadiense, conocido como "Sr. Rigoletto". En Canadá, Quilico actuó regularmente con la Canadian Opera Company en Toronto, ya lo largo de los años 70 actuó en compañías de ópera en los Estados Unidos. El contemporáneo Jon Vickers de Quilico (llevado 1926) es un tenor llevado en el príncipe Albert, Saskatchewan, que ensambló la ópera metropolitana en 1960. Un poderoso "heldentenor", él se hizo conocido para sus papeles del idioma alemán e italiano. Maureen Forrester (1930-2010) fue una contralto de ópera canadiense conocida por sus actuaciones de Mahler y por su gran stamina en el escenario. Victor Braun (1935-2001) fue un barítono de ópera nacido en Canadá que actuó en grandes casas de ópera de Europa y América del Norte. Su contemporánea Teresa Stratas (nacida en 1938) es una soprano que tuvo una carrera de 36 años en el Metropolitan Opera. Judith Forst (nacida en 1943) es una mezzo-soprano canadiense que fue nombrada Oficial de la Orden de Canadá en 1991.
Richard Margison (nacido en 1953) es un tenor de ópera que fue nombrado oficial de la Orden de Canadá en 2001 y vive en Toronto, Canadá. Gino Quilico (nacido en 1955) es un barítono lírico de ascendencia italiana y el hijo del barítono canadiense Louis Quilico y Lina Pizzolongo. Ben Heppner (nacido en 1956) es un tenor, especializado en ópera y obras sinfónicas clásicas para voz. Realiza con frecuencia con las principales compañías de ópera en los Estados Unidos y Europa, así como conciertos con grandes orquestas sinfónicas. Gerald Finley (nacido en 1960) es un cantante de ópera barítono bajo. Renombrado por sus interpretaciones de los papeles de Mozart Michael Schade (nacido 1965) es un tenor canadiense de la ópera, que nació en Ginebra y se educó en Alemania y Canadá; es conocido como un "tenor de Mozart". Russell Braun (nacido en 1965) es un barítono lírico operístico, que es el hijo del barítono Víctor Braun. Isabel Bayrakdarian (nacida en 1974) es una cantante de ópera armenia-canadiense que se trasladó a Canadá como un adolescente. James Westman (nacido en 1972) es un barítono operístico, en su juventud fue el primer chico soprano en interpretar Gustav Mahler, la cuarta sinfonía con Leonard Bernstein. Joni Henson (nacido en 1977 en Sault Ste. Marie, Ontario)] y Measha Brueggergosman (nacido en 1977 en Fredericton, Nuevo Brunswick) son ambos sopranos que se presentan regularmente tanto en concierto como en conciertos completos Óperas.

### Instrumental
Alberto Guerrero (1886-1959) fue un compositor, pianista y profesor chileno-canadiense, cuyos estudiantes incluyeron a Glenn Gould y Jon Kimura Parker. Glenn Gould (1932-1982) fue conocido por sus grabaciones de la música de Johann Sebastian Bach, su habilidad técnica, filosofía musical poco ortodoxa, y personalidad excéntrica y técnica de piano. Zeyda Ruga Suzuki (nacido en 1943, La Habana), Cuba es un pianista clásico cubano-canadiense y nominado a Juno Award. Dang Thai Son (nacido en 1958, Hanói, Vietnam) es un pianista clásico conocido por ser el primer pianista asiático en ganar el Concurso Internacional de Piano Frederick Chopin en 1980. Sigue siendo un conocido intérprete de Chopin y ahora reside en Montreal, Canadá. Naida Cole (nacido en 1974) ha grabado música de Fauré, Chabrier, Satie y Ravel. Wonny Song Pianista coreano-canadiense y profesor. Ganador del primer premio en la edición 2005 de Young Concert Artists International Auditions en Nueva York, Prix d'Europe 2003 y ganador del Concurso WAMSO de la Orquesta de Minnesota.

#### Otros instrumentistas
Otros músicos de la secuencia incluyen violistas como Rivka Golani y violonchelistas como Donald Whitton (miembro fundador de NACO), Ottawa-basado el músico de cámara Julian Armor (también un organizador del festival de música de cámara) y solista Ofra Harnoy. Los jugadores conocidos del viento incluyen los bassoonists tales como Bill Douglas (músico) William Douglas y Nadina Mackie Jackson; Los flautistas Timothy Hutchins y Alejandro Zonjic; Y oboists tales como Mason de James y Marc Rogers. Entre los organistas canadienses destacan Eric Robertson (compositor), Eric Robertson, Gerald Bales, François Brassard y Healey Willan. También hay varios constructores de órganos canadienses bien conocidos, incluyendo Casavant Frères y Gabriel Kney. Dos guitarristas clásicos de Canadá se han hecho muy conocidos: Liona Boyd y Norbert Kraft. Los jugadores conocidos de Canadá incluyen Jens Lindemann (trompeta), James Sommerville (trompa) y Alain Trudel (trombón).

## Grabación, difusión y publicación

### Grabar etiquetas
- Acoma Company
- Analekta
- Atma Classique
- CBC Records
- Centrediscs
- empreintes DIGITALes
- Leaf Music
- Marquis Clásicos
- Grupo de Entretenimiento de Apertura

### Estaciones de radio
La radiodifusión de música clásica en Canadá es extremadamente limitada. Históricamente, la fuente primaria de la música clásica en la radio canadiense era la red nacional CBC Radio 2, sin embargo esa red ha reducido grandemente su programación de la música clásica a favor de la programación canadiense de la música popular, con principalmente "accesible" Música clásica disponible sólo cinco horas al día en el medio del día.
La red de radio de la comunidad CKUA en Alberta también transmite una programación de música clásica, al igual que algunas estaciones como campus radio y community radio. Todas las estaciones de radio de Canadá son requeridas por la Comisión de Radio y Televisión Canadiense (CRTC) para cumplir con los objetivos canadienses. Para las estaciones de música clásica, el requisito es un 20 % de contenido canadiense.

### Escuelas de música
La mayoría de las principales universidades canadienses ofrecen algún tipo de instrucción en música clásica en programas de Bachillerato en música, ya sea en un sentido práctico a través de la formación en el desempeño instrumental o vocal o en la conducción, o en un sentido teórico o académico A través del estudio de la teoría o historia armónica de la música clásica. Algunas universidades de Canadá también ofrecen títulos de posgrado en música, como el Master of Music (en interpretación instrumental o vocal), el Master of Arts en teoría o musicología, o más raramente, a través del doctorado en teoría musical o musicología.
El Conservatorio Real de Música (Canadá) en Toronto ofrece un método de enseñanza integral que abarca directrices estrictas para diez niveles de grado. Los diplomas ARCT y LRCT para maestros o artistas intérpretes o ejecutantes son la culminación de todos los grados que también se reconoce en todo el mundo. Para obtener un certificado se requieren co-requisitos completos de teoría e historia. Muchas provincias canadienses reconocen la terminación de los niveles más altos del plan de estudios, otorgando a estudiantes créditos de la High School secundaria sobre la terminación acertada. El conservatorio real funciona la escuela de Glenn Gould, un centro para la formación profesional en la actuación de la música clásica, una escuela de la comunidad, una iniciativa educativa para los profesores de la escuela pública, una Academia joven del funcionamiento de los artistas. Algunos de los músicos más famosos de Canadá estudiaron en el Conservatorio. Glenn Gould estudió teoría, órgano y piano, graduándose a los 12 años en 1946 con un diploma ARCT, con los más altos honores. Teresa Stratas, Lois Marshall y Jon Vickers también eran estudiantes del Conservatorio.
La Schulich School of Music ofrece programas de rendimiento en McGill que ofrecen a los estudiantes lecciones privadas y oportunidades de actuación en conjuntos universitarios, además de estudios en la historia y la teoría de música. La escuela también ofrece un diploma de tres años de Licenciatura en Música, un programa de Diploma de Artista, y un Programa de Capacitación Orquestal. El Departamento de Investigación de Música de McGill ofrece a B.Mus. Programas en Composición, Teoría, Historia, Educación Musical, Grabación de Sonido y Tecnología Musical. La escuela ha sido clasificada por "The Princeton Review" (Revista de Princeton) como una de las diez escuelas de música más importantes del mundo.

## Financiamiento
Se espera que las organizaciones artísticas de Canadá aumente el 50 % de su financiamiento a través de ventas de boletos y / o campañas de recaudación de fondos que ellos mismos organizan y ejecutan. Otro 25 % está tradicionalmente cubierto por el patrocinio corporativo. El 25 % restante suele ser proporcionado por tres niveles de gobierno: federal, provincial y municipal. Las organizaciones de arte canadienses están constantemente presionando a los tres niveles de gobierno para ocupar un lugar más prominente en sus presupuestos y, por lo tanto, deben competir con otras preocupaciones públicas tales como la atención médica y la educación.